# Fethi Baccouche
Fethi Baccouche (in arabo فتحي بكوش‎?; Tunisi, 16 novembre 1960) è un ex mezzofondista e siepista tunisino.
Ha partecipato a due olimpiadi: a Los Angeles 1984 fu 12º nella finale dei 3.000 siepi, mentre fu eliminato nelle batterie dei 5.000 m; a Seoul 1988 fu eliminato nella semifinale dei 3.000 siepi.
Ai campionati del mondo di corsa campestre vanta, come miglior posizione, un 38º posto nel 1985 a Lisbona.
Ha vinto una medaglia d'oro nei 10000 m ai Giochi del Mediterraneo.
Tra i trofei minori, è stato il primo vincitore non europeo della Corsa internazionale di San Silvestro di Bolzano, nel 1987.

## Palmarès
| Anno | Manifestazione          | Sede        | Evento       | Risultato  | Prestazione | Note |
| ---- | ----------------------- | ----------- | ------------ | ---------- | ----------- | ---- |
| 1976 | Gymnasiadi              | Orléans     | 3000 m       | Oro        | 8'35"4a     |      |
| 1983 | Mondiali                | Helsinki    | 5000 m       | Semifinali | 14'19"64    |      |
| 1984 | Giochi olimpici         | Los Angeles | 3000 m siepi | 12º        | 8'43"40     |      |
| 1984 | Giochi olimpici         | Los Angeles | 5000 m       | Batterie   | dnf         |      |
| 1985 | Africani                | Il Cairo    | 3000 m siepi | Bronzo     | 8'38"94     |      |
| 1987 | Mondiali                | Roma        | 3000 m siepi | Semifinali | 8'22"75     |      |
| 1987 | Giochi del Mediterraneo | Laodicea    | 3000 m siepi | Bronzo     | 8'35"33     |      |
| 1987 | Giochi del Mediterraneo | Laodicea    | 10000 m      | Oro        | 28'39"66    |      |
| 1988 | Giochi olimpici         | Seul        | 3000 m siepi | Semifinali | 8'31"36     |      |
| 1991 | Giochi del Mediterraneo | Atene       | 3000 m siepi | 7º         | 8'30"36     |      |

## Altre competizioni internazionali
1987
- 5º ai Bislett Games ( Oslo), 5000 m piani - 13'13"94
- Oro alla BOclassic ( Bolzano), 10 km - 28'46"